# Christophe Pourcel
Christophe Pourcel (ur. 16 sierpnia 1988 w Marsylii) – francuski motocyklista enduro. Obecnie zawodnik teamu Kawasaki.

## Osiągnięcia
- 2005 - 5. miejsce na MŚ MX2
- 2006 - Mistrz Świata MX2
- 2007 - 3. miejsce na MŚ MX2
- 2009 - Zwycięzca AMA Supercross East Coast